# Kanton Pouancé
Der Kanton Pouancé war von 1790 bis 2015 ein französischer Wahlkreis im Arrondissement Segré, im Département Maine-et-Loire und in der Region Pays de la Loire. Sein Hauptort war Pouancé.
Im Zuge der Umorganisation im Jahr 2015 wurde der Kanton aufgelöst und seine Gemeinden dem Kanton Segré zugeteilt. Der Kanton war 247,65 km² groß und hatte 10.382 Einwohner (Stand 2012).
Der Kanton umfasste Wahlberechtigte aus folgenden 14 Gemeinden:
| Gemeinde                  | Einwohner Jahr | Fläche km² | Bevölkerungsdichte | Code INSEE | Postleitzahl |
| ------------------------- | -------------- | ---------- | ------------------ | ---------- | ------------ |
| Armaillé                  | 302 (2013)     | –          | – Einw./km²        | 49010      | 49420        |
| Bouillé-Ménard            | 732 (2013)     | –          | – Einw./km²        | 49036      | 49520        |
| Bourg-l’Évêque            | 231 (2013)     | –          | – Einw./km²        | 49038      | 49520        |
| Carbay                    | 243 (2013)     | –          | – Einw./km²        | 49056      | 49420        |
| La Chapelle-Hullin        | 137 (2013)     | –          | – Einw./km²        | 49073      | 49420        |
| Chazé-Henry               | 852 (2013)     | –          | – Einw./km²        | 49088      | 49420        |
| Combrée                   | 2837 (2013)    | –          | – Einw./km²        | 49103      | 49520        |
| Grugé-l’Hôpital           | 292 (2013)     | –          | – Einw./km²        | 49156      | 49520        |
| Noëllet                   | 433 (2013)     | –          | – Einw./km²        | 49226      | 49520        |
| Pouancé                   | 3031 (2013)    | –          | – Einw./km²        | 49248      | 49420        |
| La Prévière               | 246 (2013)     | –          | – Einw./km²        | 49250      | 49420        |
| Saint-Michel-et-Chanveaux | 409 (2013)     | –          | – Einw./km²        | 49309      | 49420        |
| Le Tremblay               | 350 (2013)     | –          | – Einw./km²        | 49354      | 49520        |
| Vergonnes                 | 316 (2013)     | –          | – Einw./km²        | 49366      | 49420        |